# بابلسبرگ
بابلسبرک (آلمانی: Babelsberg - تلفظ: [ˈbaːbl̩sˌbɛʁk]) یک منطقهٔ مسکونی در آلمان است که در پوتسدام واقع شده‌است.